# Basic Channel

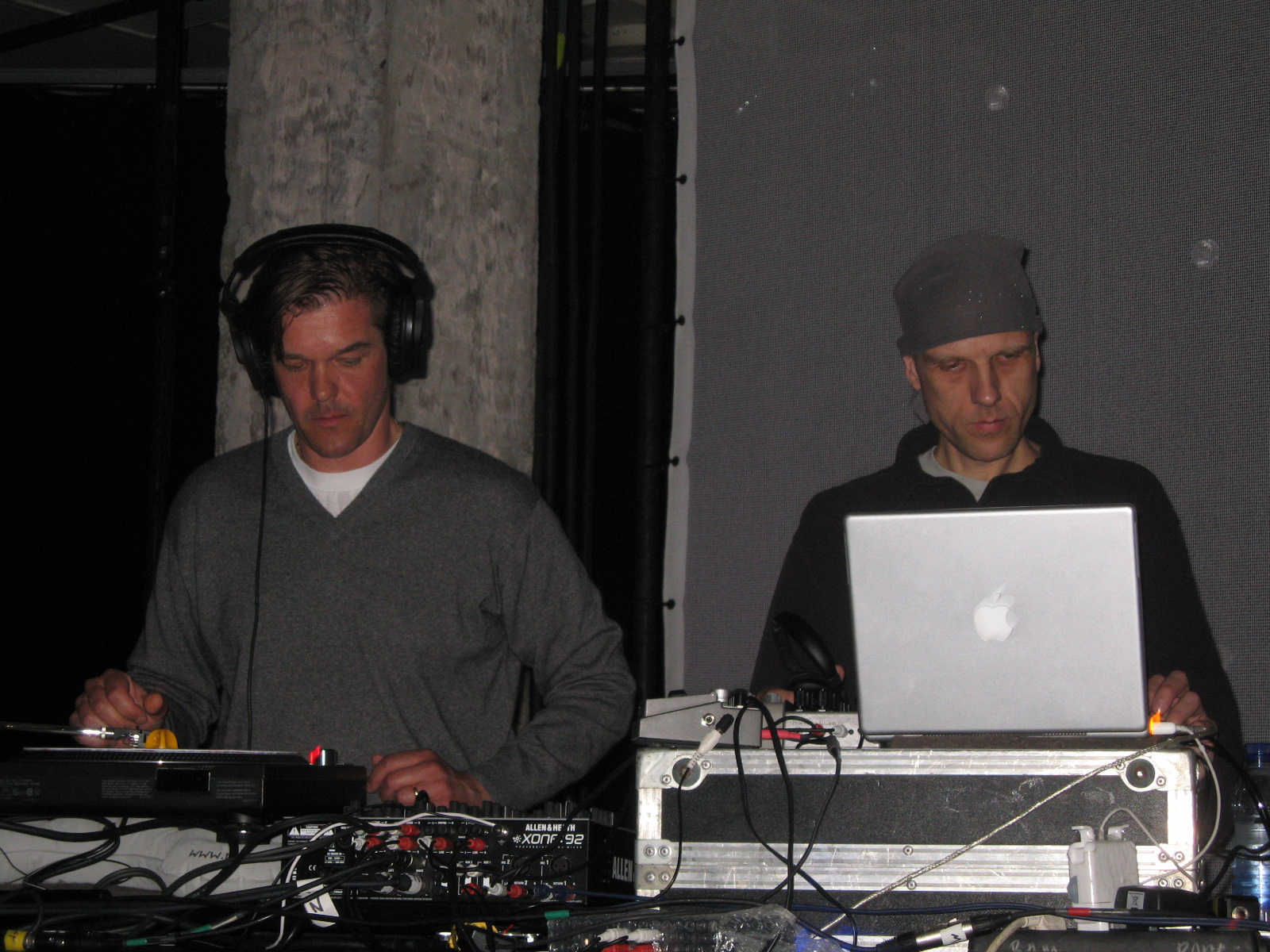
Von Oswald und Ernestus bei einem MUTEK-Auftritt in Montreal (2007)

Basic Channel ist ein Projekt und Label der deutschen Musiker Moritz von Oswald und Mark Ernestus. Beide produzieren seit Anfang der 1990er Jahre minimalistische Techno- und Dub-Musik unter verschiedenen weiteren Projektnamen wie Quadrant, Phylyps, Maurizio oder Rhythm & Sound. Beide betrieben unter anderem die Musiklabel Chain Reaction, Main Street Records und Burial Mix.

## Geschichte
Moritz von Oswald, zuvor unter anderem Drummer der NDW-Formation Palais Schaumburg, und Mark Ernestus, Gründer des Kumpelnest 3000 und des Hard Wax, arbeiten seit Beginn der 1990er Jahre zusammen. Einer breiteren Öffentlichkeit wurden die von Ernestus und von Oswald gegründeten Techno-Label Basic Channel und Chain Reaction bekannt. Vor allem Basic Channel gilt als eines der wichtigsten deutschen Techno-Label der 1990er Jahre. Die Veröffentlichungen des Labels haben sämtlichst Kult-Status erreicht und gelten besonders in Nordamerika als Raritäten. Die Stücke waren meist durch die gezielte Verwendung von Hall- und Rausch-Effekten geprägt. Speziell das Rauschen gilt als charakteristisches Stilelement ihrer Produktionen, mit einem für das Genre unüblich hohen Wiedererkennungswert.
Mit jeder neuen Schaffensperiode haben von Oswald und Ernestus weitere Label gegründet, zum Beispiel Main Street für Vocal House. Die Veröffentlichungen dieses Labels überraschten Kritiker und Fans. Anstatt des minimalistischen Technosounds war das erste Release I’m your brother ein klassischer Housesong mit Gesang des Briten Andy Caine und verfügte durch den eingängigen Refrain über einen gewissen Pop-Appeal.
Im weiteren Verlauf nahmen von Oswald und Ernestus verstärkt Bezug auf die Dub-Musik und produzierten weitere Stücke auf Main Street in Zusammenarbeit mit dem Dominicaner Paul St. Hilaire (Tikiman). Sie setzten diese Entwicklung seitdem konsequent fort und gründeten die Label Burial Mix und Rhythm & Sound. Besonders die Veröffentlichungen als Rhythm & Sound zeigen einen deutlichen Einfluss der Reggae-Produktionsweise. So arbeitet das Produzentenduo seit 1998 auf jeder Platte mit verschiedenen jamaikanischen Sängern und Sängerinnen zusammen. Als Höhepunkt dieser Zusammenarbeit gilt das 2005 veröffentlichte One-Riddim-Album See Mi Yah, auf dem ein einziger minimalistischer Riddim, der im Wesentlichen nur aus zwei sich wiederholenden Takten besteht, von den einzelnen Vokalisten wie Willi Williams, Sugar Minott, Ras Donovan oder Paul St. Hilaire unterschiedlich interpretiert wird.
Mit der Gründung der Label Imbalance (1993) und Chain Reaction (1995) boten beide auch anderen Künstlern wie dem Finnen Vladislav Delay eine Plattform zur Veröffentlichung von experimentellen Techno-Stücken.
Ihre Namen waren viele Jahre auch innerhalb der Techno-Szene oftmals nur Eingeweihten bekannt, da von Oswald und Ernestus konsequent ihre Privatsphäre schützten. So gaben sie nur selten Interviews und keinerlei biographische Informationen bekannt, und ihre Namen fanden sich auf keiner ihrer Platten. Die wenigen Fotos, die von beiden Produzenten existierten, durften meist nur verzerrt oder komplett unkenntlich abgedruckt werden – getreu der Haltung der frühen Techno-Szene, die den Starkult der Musikindustrie ablehnte und danach trachtete, das Konzept des Musiker-Subjekts abzuschaffen. Nach ihren ersten Veröffentlichungen hielt sich aufgrund dieser zurückhaltenden Informationspolitik der beiden Musiker einige Zeit hartnäckig das Gerücht, die Produzenten der Basic-Channel-Platten kämen aus Detroit, der „Geburtsstadt“ des Techno. Später änderten beide Musiker jedoch ihre Ansicht und standen wiederholt für Interviews zur Verfügung.

## Bedeutung
Mit Basic Channel und Chain Reaction gründeten von Oswald und Ernestus zwei der einflussreichsten deutschen Techno-Labels der 90er Jahre. Auch die Veröffentlichungen ihres Projektes Rhythm & Sound erhielten in der Mehrzahl gute bis sehr gute Kritiken. So waren die Alben unter anderem in den Kritiker-Jahresbestlisten der Spex sowie bei deren „Besten Singles des 20. Jahrhunderts“, des Rolling Stone und den Leser-Jahresbestenlisten der de:Bug gelistet.
In der Ausgabe #91 des Musikmagazins Groove erstellten die Autoren der Zeitschrift unter der Mithilfe vieler DJs eine Liste der 100 bedeutendsten Tracks der letzten 15 Jahre. Moritz von Oswald und Mark Ernestus waren als einzige Produzenten dreimal vertreten:
- 37 – Maurizio – Domina (Maurizio)
- 54 – Phylyps – Trak II (Basic Channel)
- 55 – Round Two – New Day (Main Street)

Vielen Kritikern gelten von Oswald und Ernestus als visionäre Produzenten, welche einen maßgeblichen Einfluss auf die Entwicklung der elektronischen Musik genommen haben.

## Diskographie (Auswahl)
- Als Maurizio
  - Ploy EP (1992)
  - Lyot EP (1992)
  - Domina EP (1993)
  - M4 (1995)
  - M4.5 (1995)
  - M5 (1995)
  - M6 (1996)
  - M7 (1997)
  - M CD (Metal Box) (1997)  Compilation der Veröffentlichungen als Maurizio

- Als Quadrant
  - Q 1.1 (1993)
  - Quadrant EP (1993)
  - Infinition / Hyperprism (2004)

- Als Phylyps
  - Trak (1993)
  - Trak II (1994)

- Als Round One – Round Five
  - Round One – I’m your brother (1995)  (Vocals by Andy Caine) 
  - Round Two – New day (1995)  (Vocals by Andy Caine) 
  - Round Three – Acting crazy (1995)  (Vocals by Tikiman) 
  - Round Four – Find a way (1998)  (Vocals by Tikiman) 
  - Round Five – Na fe rule (1999)  (Vocals by Tikiman) 
  - 1993–1999 Main Street Record (1999)  Compilation der Veröffentlichungen als Round One – Round Five

- Als Rhythm & Sound
  - Showcase (w/ Tikiman) (1998)  (Vocals by Tikiman) 
  - Rhythm & Sound (2003)
  - w/ the Artists (2003)  Compilation der Veröffentlichungen als Rhythm & Sound 
  - the Versions (2003)  Compilation der zugehörigen Instrumentalversionen 
  - See Mi Yah (2005)
  - See Mi Yah Remixes (2006)